# Laadjala
Koordinaten: 58° 19′ N, 22° 33′ O
Laadjala (deutsch Ladjall) ist ein Dorf (estnisch küla) auf der größten estnischen Insel Saaremaa. Es gehört zur Landgemeinde Saaremaa (bis 2017: Landgemeinde Lääne-Saare) im Kreis Saare.

## Einwohnerschaft und Lage
Das Dorf hat 63 Einwohner (Stand 1. Januar 2016). Seine Fläche beträgt 5,85 km².
Der Ort liegt 8,5 Kilometer nordöstlich der Inselhauptstadt Kuressaare.

## Geschichte
1798 übergab der russische Zar Paul I. das Land der Oeselschen Ritterschaft als „Hospital-Gut“ zum Unterhalt für Leprakranke. Im Zuge der estnischen Landreform 1919 wurde es vom estnischen Staat enteignet.